# Louis François Jean Leblanc
Pour les articles homonymes, voir Leblanc.
Louis François Jean Leblanc, né à La Fère le 13 mai 1786, mort à Lorient le 2 avril 1857 est un vice-amiral français.

## Biographie
Novice en 1802, et déjà lieutenant de vaisseau et chevalier de Saint-Louis en 1820, il prit part la même année, à une expédition sur la côte du Sénégal et à un voyage à Galam, qui a été publié dans les Annales maritimes. Lors de l'expédition d'Espagne en 1823, il faisait partie de la flotte envoyée sous les ordres de l'amiral Duperré pour seconder les opérations de l'armée française, et commandait, avec le grade de capitaine de frégate, le brick le Cuirassier. Nommé capitaine de vaisseau en 1828, Leblanc prit le commandement de la frégate la Junon, et se rendit dans l'Archipel grec. C'est lui qui répondit à lord Cochrane pour justifier les commandants de la flotte d'avoir accusé les navires de celui-ci d'exercer la piraterie, alors qu'ils avaient flétri, dans leur lettre du 24 octobre 1827, la part que plusieurs personnages haut placés en Grèce prenaient aux expéditions des forbans.
Il fit ensuite partie de l'expédition d'Alger ; il avait le commandement de la frégate l’Herminie, et plus tard, en 1834, il eut celui de la station devant le port d'Alger. En 1831, il fut nommé commandant maritime à Nantes et placé à la tête de la station de la Loire. Nommé contre-amiral en 1835, il devint major de la marine à Brest, en 1836, puis commandant de la division navale en station dans le Brésil et la mer du Sud. Promu vice-amiral en 1841 et nommé en 1845 préfet maritime de Rochefort, puis en 1846, préfet maritime de Brest (jusqu'en 1852).
Après les journées de juin 1848, le général Cavaignac le désigna pour prendre le portefeuille du département de la marine. Mais Leblanc le refusa, et en 1849, il passa au Conseil d'État en qualité de président du comité de la marine, fonctions qu'il occupa jusqu'au moment où il fut compris dans le cadre de réserve et élevé au grade de grand officier de la Légion d'honneur.